# 吻兽

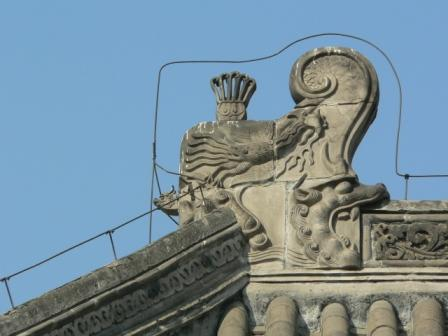
標準的清朝官式建築中的蚩吻，是中國目前使用最多的吻兽，兩面平民化、幾何化，被一把劍釘死在屋頂上

吻兽，又称為大吻、吞脊兽，是中国及東亞古代建筑的一种標誌性裝飾物，通常出現在屋頂的兩端，在外形上非常顯眼。

## 历史
吻兽最早的可追溯到周朝，在《三礼图》中的周王城建筑中就有吻兽，最早的正吻图案见之于汉代的阙、祠和明器上。中国发现的有明确纪年的最早吻兽是西汉年间所造，1960年出土于湖北省沙市郊区，其瓦内壁上刻着元光元年（公元前134年）的字样，距今已经2100多年。
吻兽起初并非龙型，仅是由瓦当头堆砌而成的简单翘突，后逐渐形成动物形状，有凤凰、朱雀、孔雀等鸟形以及鱼龙形。根据《唐会要》、宋朝《营造法式》记载，汉朝的柏梁殿上有“鱼虬尾似鸱”的东西，有“避火”之用。晋代以后的文献中出现了“鸱尾”一词（传说是一种海中能灭火的神物），其外形类似于鱼尾，尾端朝上，曲向正脊的方向。
至唐朝中叶和末期，“尾”字变成“吻”字，故又称为鸱吻，下部是张口衔脊的兽头，上部则仍与鸱尾相似。到了宋朝以后，此种图案逐渐增多。金国出现龙形吻，龙头吞脊，龙尾向内卷曲，称“龙吻”。元朝时，尾部逐渐改为向外卷曲，背部出现剑柄。据《营造法式》记载，正脊两头还垂有五尺长的铁索，即“吻索”。
明朝以后，蚩吻開始成為建築中的主流，又以龙型蚩吻為多，這種明顯帶有龍的造型的彫塑可以叫作“大吻”，尾部完全向后卷起，身上有小龙。清朝時蚩吻已非常普遍，龙头怒目张口衔住正脊，背上插着一把宝剑，但形状逐渐幾何化、簡單化、扁平化，失去原本的立體造型；清朝中叶之后，正吻和小龙显得没有生气。明清年间，中国南方有些地方称大吻为鳞尾，和北方不同，其尾部透空，卷曲而不并拢，边缘还有很多花纹。
中国最大的蚩吻在故宫太和殿上，高3.4米，宽2.68米，厚0.32米，由13块中空琉璃瓦组成，俗称“十三拼”，重达4.3吨。但此吻列書「二樣瓦」，第一樣編而不存。
中國南方的吻獸也保持了魚龍的造型，叫作鰲魚。在粵中，鰲魚一般安置在正脊之上表面，安在正脊兩端的吞脊鰲魚相對少見。
鴟尾於唐代傳入朝鮮半島的百濟，日本於奈良時代從百濟學習到鴟尾的做法，後來演變成了日本獨有的“鯱”。

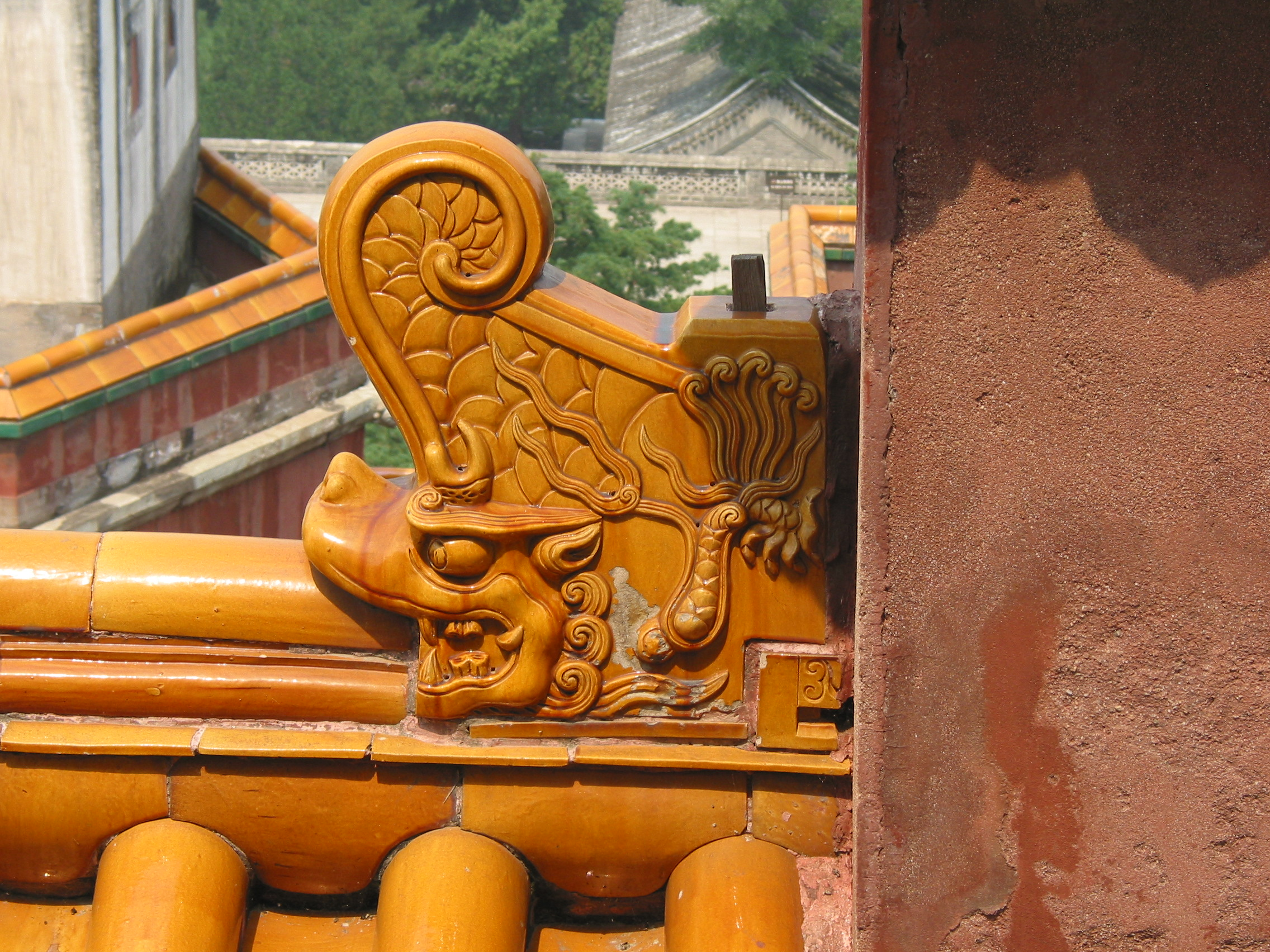
颐和园后山宫墙上的蚩吻型正吻，屬於改造型，缺剑柄，可见钉子
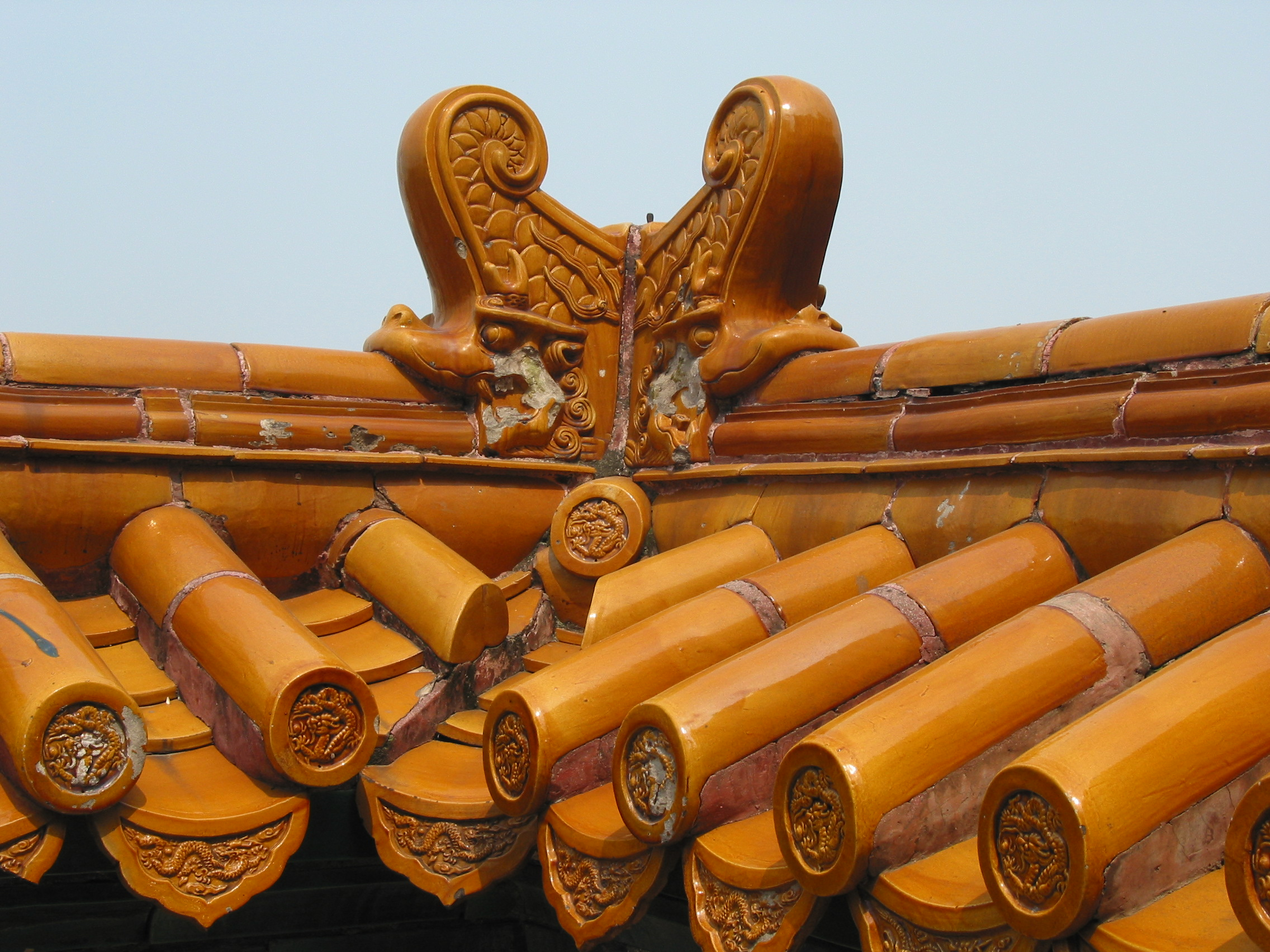
颐和园后山宫墙上的蚩吻型合角吻，屬於改造型，缺剑和釘
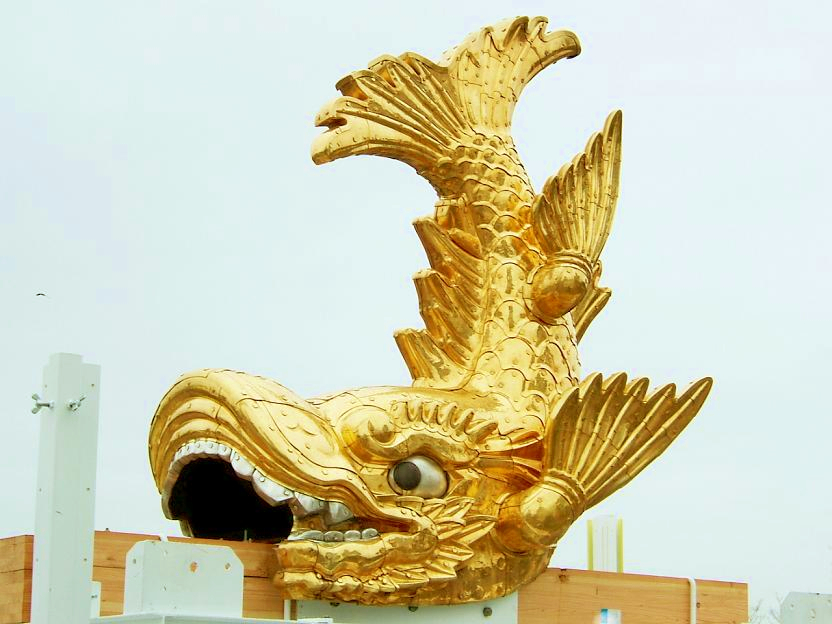
日本名古屋城的吻獸“金鯱”
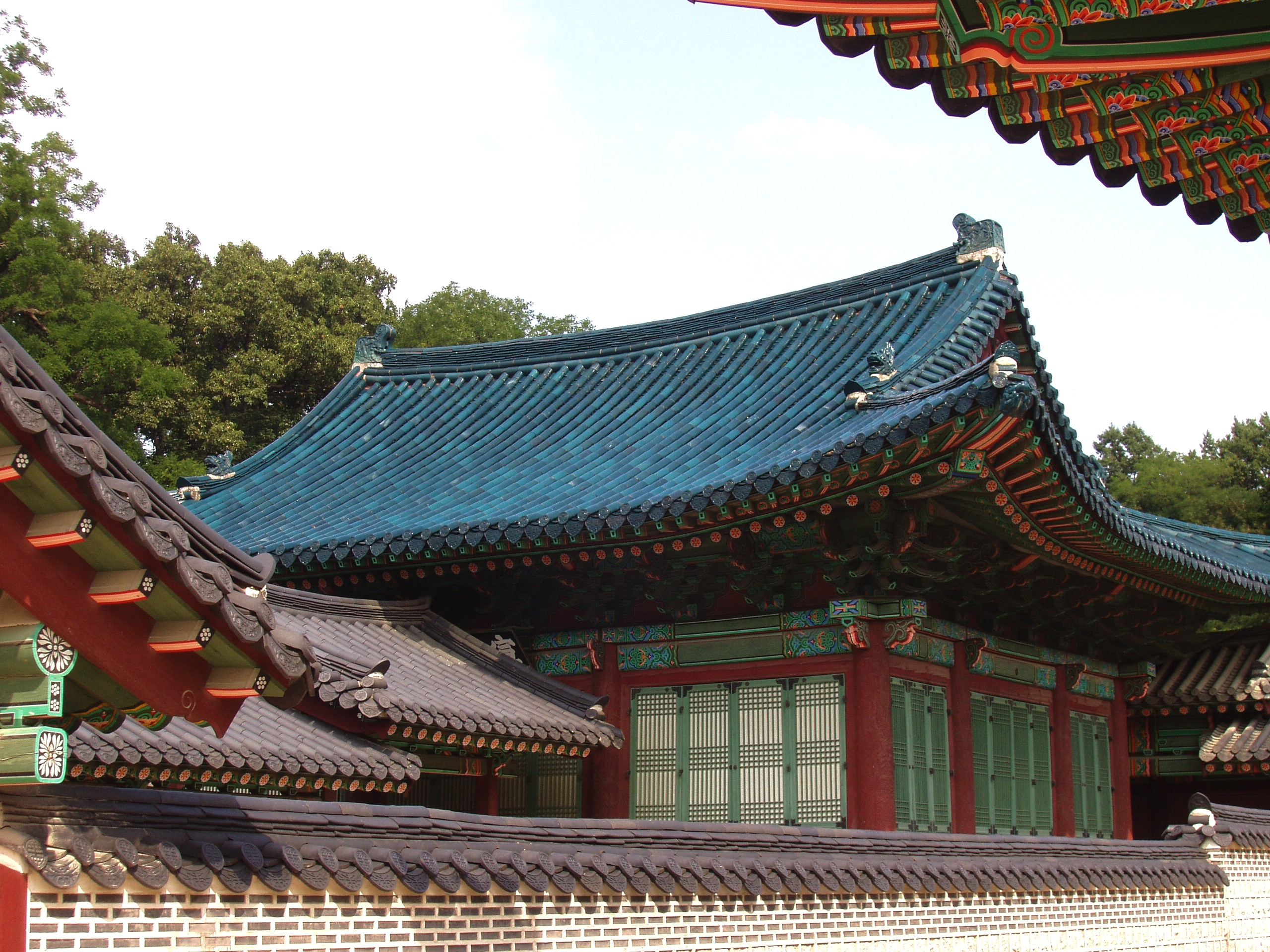
韓國景福宮宣政殿的韓國式吻獸
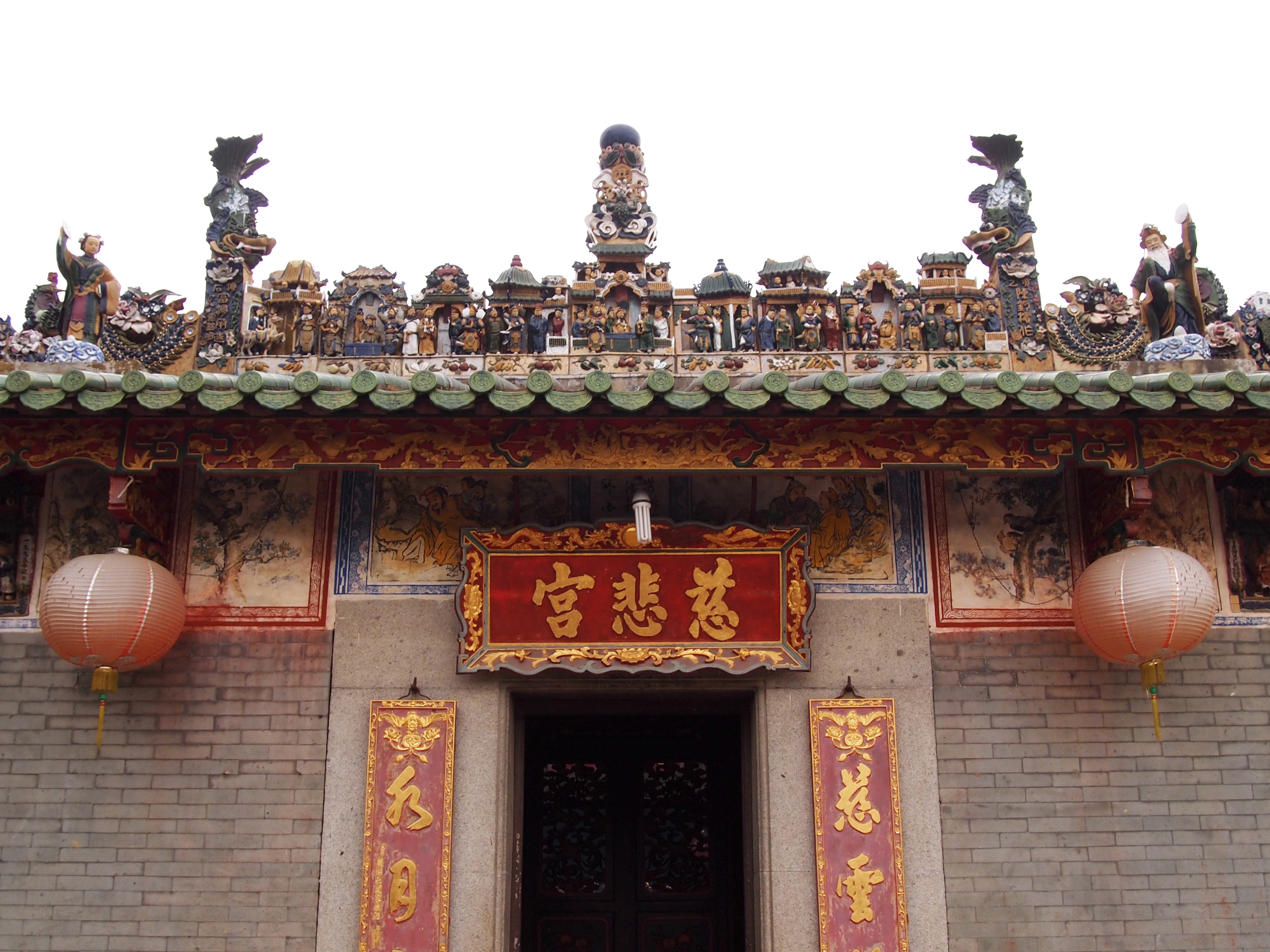
南海九江慈悲宮的陶塑鰲魚
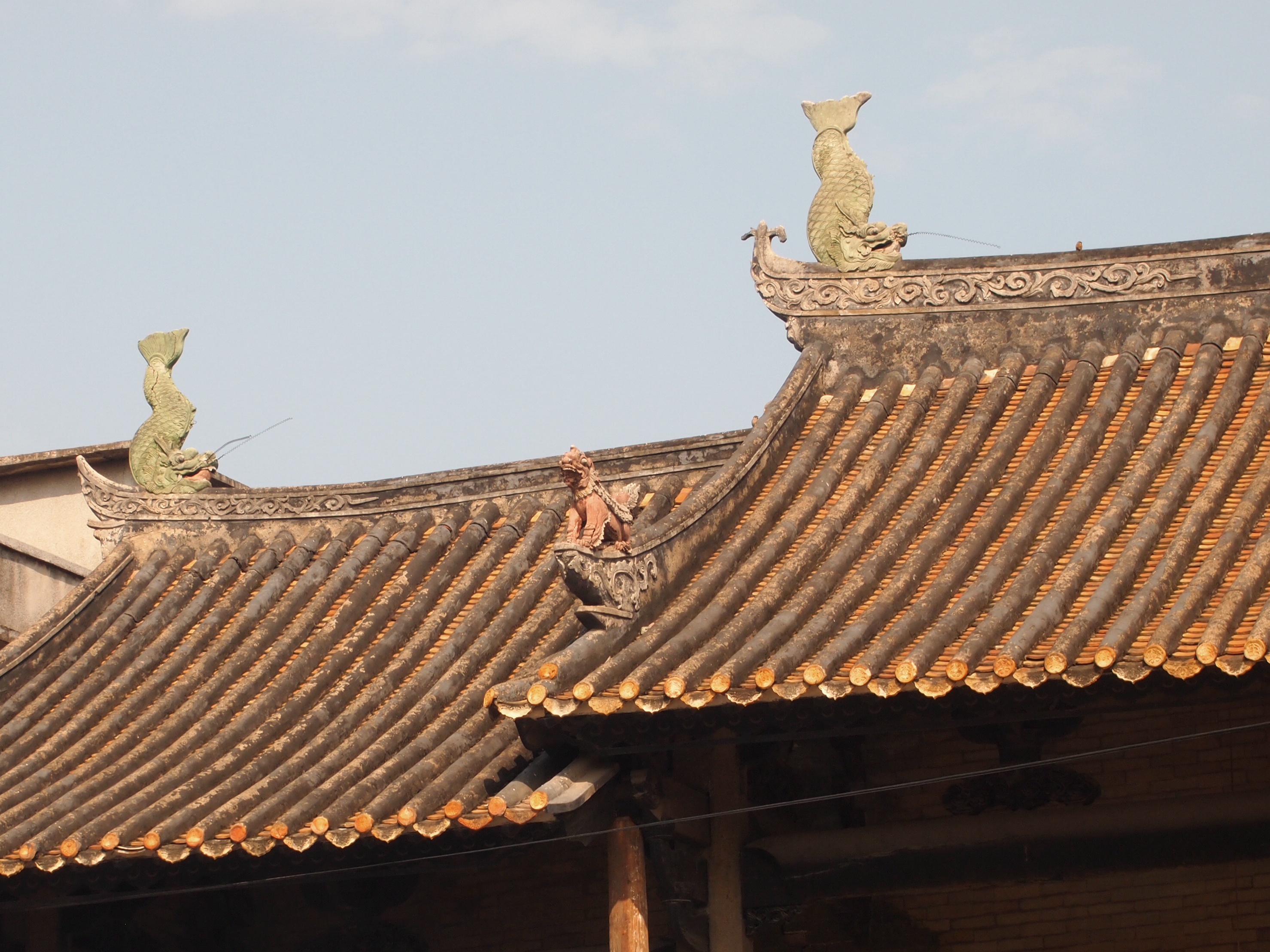
廣州瀝滘衛氏大宗祠頭門的灰塑鰲魚

## 分類

### 鴟尾、鴟吻和蚩吻
吻兽根據造型主要有鴟吻、蚩吻和兩大類，原型皆為鴟尾，鴟尾呈現的是下部沒有連接裝飾的鳥翼造型，在唐朝時保持鳥翼造型的鴟吻首先出現；在宋朝時基本捨去簡單的鴟尾構造，裝飾瓦片和屋頂脊梁的結合部趨於複雜化，由此產生“吻”的概念，鴟尾遂進化為鴟吻；明朝以後，因為鴟吻被賦予了“龍生九子”的含義，因此鳥翼造型逐漸變為魚尾造型，此後魚尾型的螭吻就成為中國建築屋頂的主流。
鴟尾、鴟吻、蚩吻這三樣裝飾在不同時期均流傳至日本、朝鮮、越南、琉球和蒙古，這些東亞國家按照自己的民族特色對其進行了改造，形成了和中國不一樣的審美風格。

### 正吻和合角吻
正吻通常为龙型，兽头朝内张口衔脊，背部有钉子和屋脊相连。正吻位于正脊两端和垂脊的交汇点，正是防水的最薄弱环节，因此其作用是加固正脊，防止渗漏。正吻高度一般为檐柱柱高的十分之一，有八种尺寸规格，即二至九样，规格较大的正吻由数件吻件组合而成。正吻主要用于高等级殿堂，如宫殿、坛庙等。等级较低的房屋正脊两端则用望兽，并不向内衔脊，而是向外张望，常用于城墙上的城楼、铺房。
吻兽还包括合角吻，位于围脊四角，由两个正吻组成，直角相接、单面向外。合角吻安装在盝顶平台、重檐顶（如重檐庑殿、重檐歇山）第二檐以及墙脊的转角处，由两个吻兽组成，呈90度。阳角的为阳合角吻，阴角的为阴合角吻。有时两吻使用一个剑柄，有时则用两个剑柄拼成90度。合角吻的作用在于保护角柱外皮，并起装饰作用。

### 吻獸和望獸
比吻獸低一個等級的是“望兽”，正吻對應正望獸、合角吻對應合角兽；如果建筑使用的是卷棚顶，由于没有正脊，就不需要使用任何吻獸和望兽。